# Kingsoft
Кинсофт корпорација је кинеска фирма основана 1988. Оснивач је Киу Бојун (邱伯军). Фирма се бави програмирањем. Највише је позната по Kingsoft Cloud (програм намењен заскладиштење података на облаку) и WPS Office (пакет за пословање, као Microsoft Officeу). Акцијама компаније се тргује на берзи Хонг Конга.